# Lodovico Ottavio Burnacini

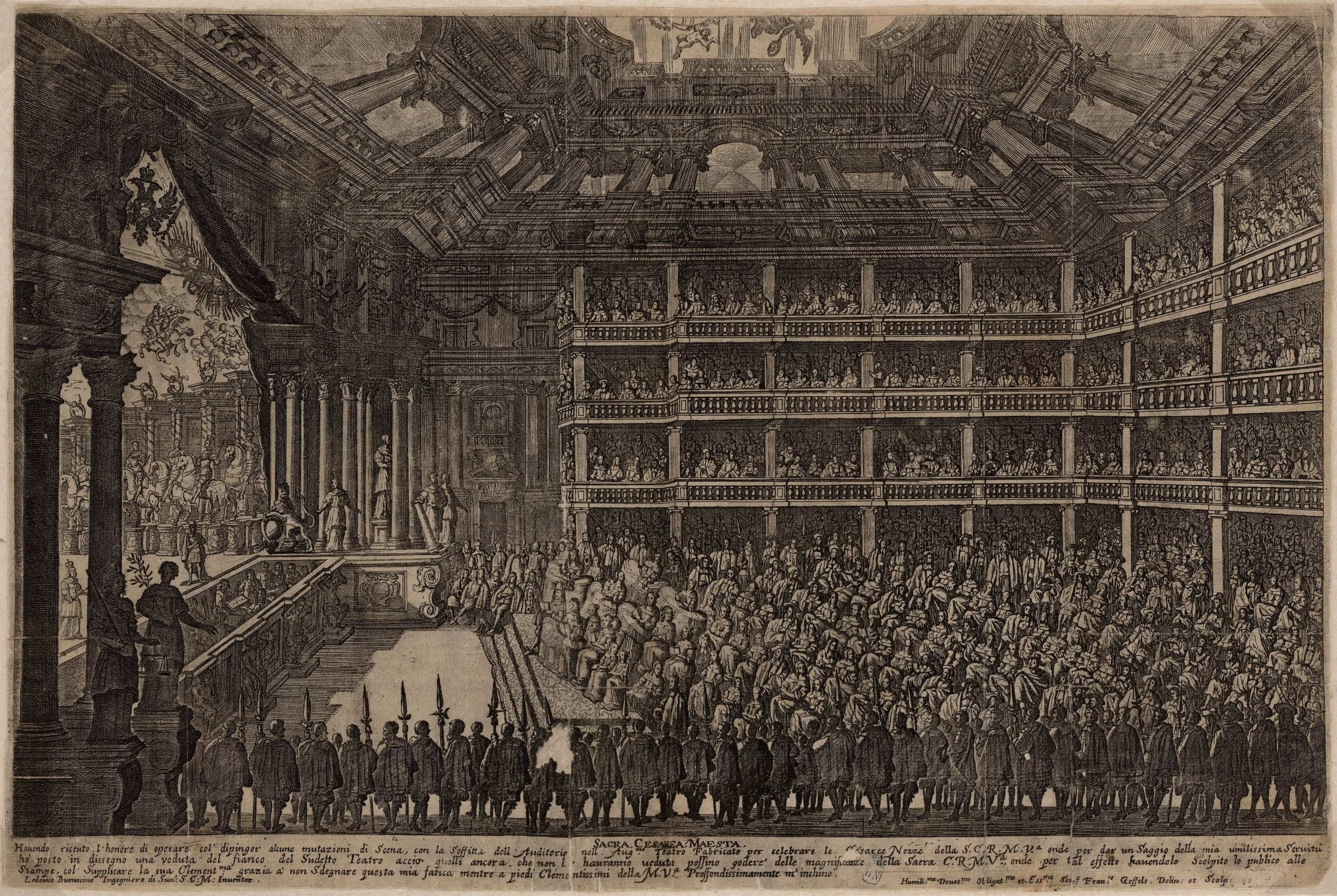
Vista del teatro construido por Lodovico Ottavio Burnacini en Viena para la representación de Il pomo d'oro, ópera proyectada para ser estrenada con motivo de la boda del emperador Leopoldo I con la infanta Margarita. Grabado de Frans Geffels dedicado a la Sacra Cesarea Maestà, firmado «Lodovico Buornacino Ingegniero di sua S: C: M. Inventor // Franº Geffels Delin: et Scolp:»

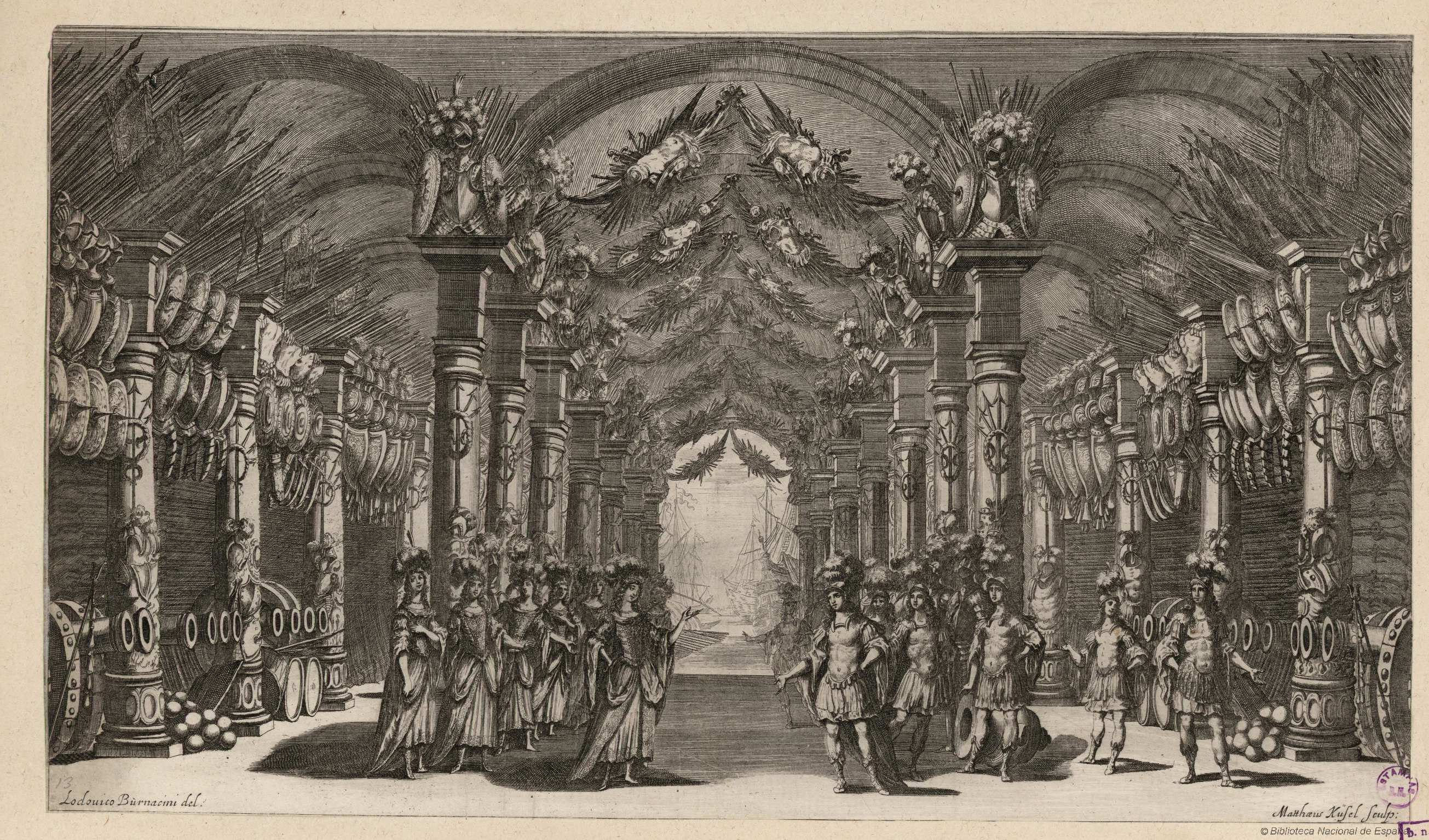
Arsenal de Marte. Aguafuerte y buril de Matthäus Küsel por diseño de Burnacini para Il pomo d'oro. Biblioteca Nacional de España.

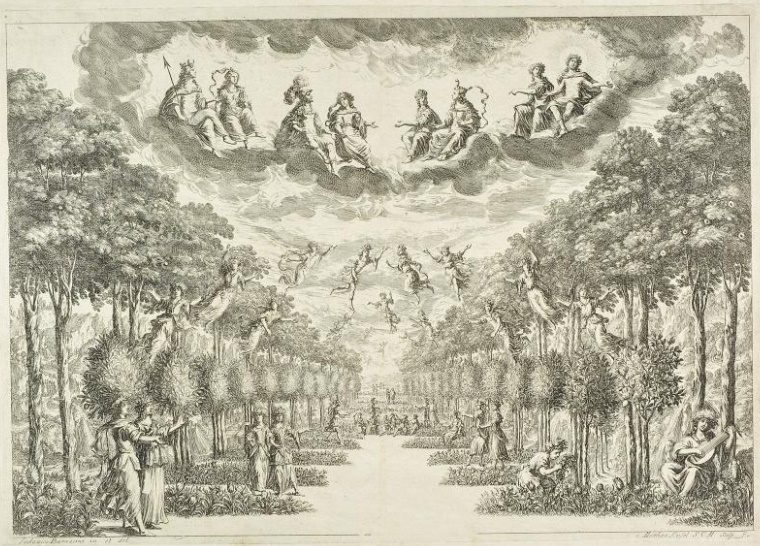
Campos elíseos. Grabado de Matthäus Küsel por diseño de Burnacini para La monarchia latina trionfante, Theatermuseum, Viena.

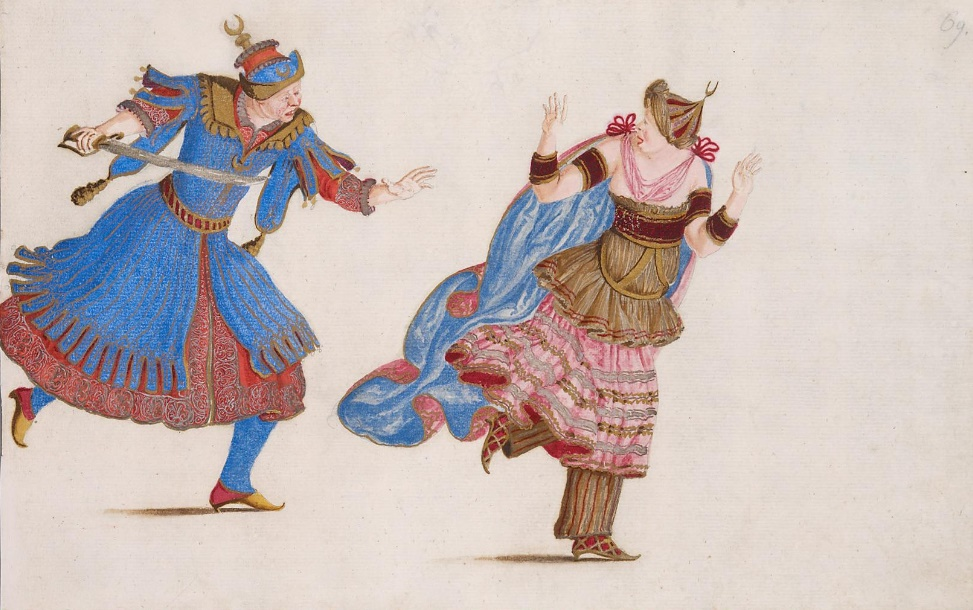
Turcos, figurines de la serie de máscaras para las fiestas de la corte vienesa. Dibujo a lápiz y acuarela. Theatermuseum, Viena.

Lodovico Ottavio Burnacini (Mantua, 1636-Viena, 12 de diciembre de 1707) fue un arquitecto y escenógrafo italiano establecido en Viena donde trabajó como ingeniero de su majestad cesárea para las funciones teatrales.

## Biografía
Hijo de Giovanni Burnacini, arquitecto veneciano e introductor en la corte imperial de las escenografías a la italiana, en 1652 se estableció en Viena como asistente de su padre y a su muerte, en 1655, lo sucedió como ingeniero y arquitecto teatral de la corte. El mismo año de su llegada a Viena se representó La gara, ópera-torneo con escenografía de Giovanni Burnacini y la asistencia de Lodovico para conmemorar el nacimiento de Margarita, la hija del rey de España Felipe IV y futura emperatriz. La puesta en escena de esta ópera iba a servir más adelante de modelo al centenar largo de escenografías proyectadas para la corte vienesa por Lodovico, siempre fiel a los modelos paternos, con el punto de fuga en el eje central proyectándose al infinito. Como arquitecto Burnacini edificó una de las alas del palacio imperial y del palacio de Laxenburg, en la periferia de Viena, intervino en la reconstrucción de los palacios imperiales dañados tras el asedio turco de 1683 y contribuyó a las decoraciones del monumento votivo a la Santísima Trinidad en el Graben de Viena.
Su trabajo como escenógrafo teatral fue, no obstante, su principal ocupación y a la que debe gran parte de su posterior reconocimiento pues muchas de sus creaciones escenográficas fueron reproducidas en grabados al aguafuerte y estampadas en álbumes de lujo con los libretos de las óperas. Durante los años que pasó al servicio de la corte imperial revistieron la mayor solemnidad los festejos celebrados con ocasión de la boda del emperador Leopoldo I con la infanta Margarita en el invierno de 1666. El punto culminante de la celebración había de consistir en la representación de Il pomo d'oro, ópera alegórica cuyo argumento, basado en el juicio de Paris, concluía con la entrega de la manzana de oro a la Casa de Habsburgo como símbolo de su dominio universal. Con libreto de Francesco Sbarra y música de Antonio Cesti, Burnacini construyó para su estreno un pequeño teatro en madera —el teatro de Cortina— con un techo ilusionista pintado en trompe l'oeil que lo hacía parecer mucho más grande de lo que en realidad era y que resultó destruido pocos años más tarde por un incendio ocurrido durante el ataque turco a la ciudad. Pero la complejidad del proyecto —veintiséis cambios de escena que hacían necesarias, por ejemplo, hasta ocho mutaciones solo en el cuarto acto— impidió que pudiera estar listo en la fecha prevista y su estreno acabó aplazándose al verano de 1668, en las celebraciones por el cumpleaños de la emperatriz. La publicación del libreto, Il pomo d'oro. Festa teatrale rappresentata in Vienna per l'augustissime noze delle Sacre Cesaree e Reali Maestà di Leopoldo e Margherita, Viena, 1667, ricamente ilustrado con grabados de Matthäus Küsel a partir de los diseños del propio Burnacini y una perspectiva del interior del teatro grabada por Frans Geffels, se adelantó de hecho a la representación de la pieza teatral.
El teatro sirvió de marco en años sucesivos para la celebración de natalicios y fiestas de cumpleaños con la representación de nuevos espectáculos teatrales encargados para la ocasión y contando con la participación siempre de Burnacini en la decoración escénica. Hay constancia gráfica merced a los grabados de Küsel de dos de ellos celebrados el mismo año 1674: Il Ratto delle Sabine, regalo de cumpleaños hecho a Leopoldo por su segunda esposa, la emperatriz Claudia, e Il fuoco eterno custodito dalle Vestali, drama musical con libreto de Nicolò Minato y música de Antonio Draghi presentado con motivo del nacimiento de la archiduquesa Anna Maria, la hija de ambos que no llegaría a cumplir el año de vida.
El nacimiento del heredero José I en 1678, hijo de Leopoldo y su tercera esposa, Leonor, princesa de Neoburgo, brindó una nueva oportunidad a las celebraciones festivas. El coliseo abrió sus puertas para representar La monarchia latina trionfante, ópera con libreto de nuevo de Nicolò Minato y música de Antonio Draghi, de la que se editó también el consabido álbum con los diseños escenográficos de Burnacini grabados por Küsel, como en ocasiones anteriores.
Burnacini participó también como figurinista en las fiestas que se celebraban en la corte de Leopoldo. Dos cuadernos con unos quinientos disfraces ideados por él para las fiestas de carnaval, dibujados a la acuarela con toques de oro y plata en algunos de ellos, se conservan el Theatermuseum de Viena.